# 伏龙乡 (犍为县)
伏龙乡，是中华人民共和国四川省乐山市犍为县曾经下辖的一个乡。2019年12月，撤销伏龙乡，将原伏龙乡伏龙场社区1组、黄泽村、丛林村、砖房村、光明村、葵花村、向阳村所属行政区域划归舞雩镇管辖，原伏龙乡伏龙场社区2组、前进村、黄桷村、新建村、一心村、三冲村所属行政区域划归定文镇管辖。

## 行政区划
伏龙乡撤销前下辖以下地区：
伏龙场社区、丛林村、砖房村、黄泽村、葵花村、光明村、向阳村、前进村、黄桷村、新建村、一心村和三冲村。